# Priscilla Chan
Priscilla Chan, född 24 februari 1985 i Braintree, Massachusetts, är en amerikansk filantrop, pedagog och barnläkare. Hon är gift med Mark Zuckerberg, grundare och vd för Facebook. 
Chan arbetade som grundskolelärare och ledde en egen efterskoleverksamhet i Boston innan hon påbörjade sin medicinska universitetsutbildning med en bachelorexamen i biologi vid Harvard University och läkarexamen vid University of California i San Francisco. Därefter inledde hon sin praktik som barnläkare i San Francisco-området.
Chan och Zuckerberg var båda studenter på Harvard University när de träffades. De gifte sig senare och bor i Palo Alto, Kalifornien, tillsammans med sina tre döttrar.
Chan grundade och är delledare för välgörenhetsorganisationen Chan Zuckerberg Initiative tillsammans med sin make. 2016 startade hon även den nytänkande social- och välbefinnande-inriktade skolorganisationen The Primary School i Palo Alto-området.